# Heterolepidoderma arenosum
Heterolepidoderma arenosum är en djurart som tillhör fylumet bukhårsdjur, och som beskrevs av Kisielewski 1988. Heterolepidoderma arenosum ingår i släktet Heterolepidoderma och familjen Chaetonotidae. Inga underarter finns listade i Catalogue of Life.